# Manoir des Mathurins
Le manoir des Mathurins est un édifice à Lisieux, en France.

## Localisation
Le monument est situé dans le département français du Calvados, à l'extrême nord du territoire de Lisieux, jouxtant la limite communale d'Ouilly-le-Vicomte.

## Historique
Ce bâtiment à pans de bois a été édifié au fond de la vallée de la Touques. En l'absence de documents sur sa fonction exacte, certains éléments permettent de faire une hypothèse. Les religieux Mathurins ont été appelés à Lisieux par l'évêque Jourdain du Hommet pour assurer le service d'un bâtiment charitable existant à Lisieux depuis 1165.
À la suite d'épidémies, un arrêt du Conseil d'État du 14 juin 1584 a autorisé la ville de Lisieux à prendre « sur les deniers de son octroi, jusqu'à la somme de quatre cents écus, pour l'aider à édifier un lieu propre à retirer les malades, et cent écus pour l'entretènement de barbiers-apothicaires ». On pourrait donc supposer que le manoir des Mathurins correspond à cet édifice qui semble dater du XVIe siècle.
Entretenu pendant plusieurs siècles, ce bâtiment semble totalement abandonné depuis sa vente en 2003. Une partie de sa toiture avait été arrachée au cours de la tempête de 1999.
Les façades et toitures des bâtiments à pans de bois, ainsi que la galerie couverte sont inscrites au titre des Monuments historiques depuis le 26 décembre 1928.
L'édifice est mis en vente à partir de l'automne 2022.

## Architecture
Le bâtiment est composé de deux pavillons destinés à l'habitation portés sur un niveau en brique et pierre et un niveau en pans de bois reliés par une longue galerie à deux étages développée sur 11 travées. Le pavillon nord comporte une pièce à feu à chaque niveau et des latrines dans une excroissance. Le pavillon sud possède une cheminée à l'étage, au-dessus d'un cellier.